# Неошо
Неошо (англ. Neosho River) — річка в Північній Америці.
Протікає по території штатів Канзас та Оклахома. Витоки річки знаходяться в окрузі Морріс, штат Канзас. Річка тече в південно-східному напрямку. Є притокою річки Арканзас. Довжина річки 740 км, площа басейну 32800 км².
На річці побудовано кілька дамб і водоймищ. Входить в басейн річки Міссісіпі.

## Каскад ГЕС
На річці розташовані ГЕС Пенсакола, ГЕС Markham Ferry, ГЕС Форт-Гібсон. Водосховище Хадсон ГЕС Markham Ferry також працює як нижній резервуар для ГАЕС Саліна.